# Peter Nos
Peter Nos je otroški lik iz več mladinskih literarnih del Leopolda Suhodolčana in Primoža Suhodolčana. 

## Predstavitev lika
Po besedah Leopolda Suhodolčana Peter Nos ni izmišljen lik, že zato ne, ker je bil on sam Peter Nos, potem njegov sin, pa tudi marsikdo izmed nas. Peter Nos torej živi in so pravzaprav v njem poosebljene naše otroške sanje, želje, vse naše dobre in pogumne misli, naš smeh iz srca. Peter Nos je znameniti otroški junak, predstavljen v besedilu kot bralčev vrstnik, prijatelj: književna oseba je lahko kdorkoli, samo če bralec »pogleda skozi okno«. Tema besedil, v katerih nastopa, je podobnost med svetom književne osebe in bralčevim svetom, ob tem pa še prikaz značilnih lastnosti književne osebe (Priročnik za učitelje, Na mavrico po pravljico). Peter Nos je otrok poln igrivosti, iznajdljivosti, prijaznost in ima vedno željo pomagati prijateljem. Je tisti otrok, ki krili z rokami in se najglasneje smeje. Je otrok poln energije saj tudi 5 minut ne more stati na istem mestu.
Peter Nos Primoža Suhodolčana se karakteristično ne razlikuje od junaka Leopolda Suhodolčana. Kot je že opisano, je Peter Nos enako razigran otrok, poln dogodivščin in vedno nasmejanega obraza. Junak nastopa v različnih tematikah in vedno obkrožen s prijatelji. Tematike se prepletajo vse od ljubezenske, do prijateljske in družinske. Zgodbe so vedno predstavljene v sodobnem času, vendar na različnih mestih, včasih je ta svet realen, včasih domišljijski.

## Knjige o Petru Nosu
- Živalski vrt Petra Nosa. Ilustr. Uroš Hrovat. Ljubljana: Karantanija 1996
- Peter Nos – Štirje letni časi. Ilustr. Uroš Hrovat. Ljubljana: Karantanija 1996
- Peter Nos – Najlepše je doma Ilustr. Uroš Hrovat. Ljubljana: Karantanija 1996
- Peter Nos je še vedno vsemu kos. Ilustr. Uroš Hrovat. Ljubljana: Karantanija 1996
- Peter Nos - Lunjani in Zemljani. Ilustr. Uroš Hrovat. Ljubljana: Karantanija 2001
- Peter Nos in strahotepci. Ilustr. Uroš Hrovat. Ljubljana: Karantanija 2006

## Motivno-tematske in morfološko-strukturne značilnosti pravljice
Peter Nos je kratka sodobna pravljica, sodobna ker je čas postavljen v sodobnost, današnji čas in prostor, pravljica pa, ker zgodbe vsebujejo pravljične značilnosti (primer: zlata hruška). Snov in motiv sta vzeta iz otroškega doživljajskega sveta in igre. Dogajanje je pogosto skrčeno na droben izsek iz otrokovega vsakdanjika. Glavni literarni lik je sodoben otrok, ki doživlja realni in irealni svet kot enakovredna. Igra nastopa kot pomembna otrokova aktivnost. Odrasli imajo stransko so navzoči in imajo stransko vlogo. Ko je svet realen, je prostor sodobno okolje. Pisec je na strani otroka, ga zagovarja in osvetljuje otroški način doživljanja sveta. (povzeto po Milena Mileva Blažić)